# Светозар Прибићевић
Светозар Прибићевић (Костајница, 26. октобар 1875 — Праг, 15. септембар 1936) је био српски и југословенски политичар из Хрватске, министар унутрашњих послова и министар просвете Краљевине Срба, Хрвата и Словенаца. Од заговорника јаке централне власти постао њен противник.

## Биографија
Светозар је један од четворице синова оца Васа, грађанског учитеља из Главичана и мајке Христине, домаћице. Светозар је имао тројицу браће: Милана, официра, Валеријана Васу, професора и Адама. Прибићевићи нису били истакнута породица међу Србима у бившој Војној крајини, али их је њихов отац све школовао, што није било уобичајено у то вријеме и на тим просторима. Прибићевић је као студент у Загребу припадао кругу напредне омладине. Своје политичке погледе изнео је 1897. у програмском чланку Мисао водиља Срба и Хрвата (у алманаху Народна мисао) у којем је заступао гледиште да су Срби и Хрвати један народ. После дипломирања на загребачком универзитету Прибићевић је једно време предавао математику.
Од 1902. је био уредник Новог Србобрана, органа Српске самосталне странке. Учествовао је у оснивању Хрватско-српске коалиције (1905), и постао вођа њеног српског крила. После иступања Фрање Супила из коалиције, Прибићевић је био њен стварни шеф.
Његовом политичком угледу није превише наудило суђење тројици његове браће, у монтираном велеиздајничком процесу (1908), који се завршио дугогодишњим робијама за двојицу браће. Врло брзо, 1910. овај процес је обустављен, а учесници помиловани.
У време Првог светског рата водио је опортунистичку политику, али се пред слом двојне, Аустроугарске монархије прикључио Народном вијећу Словенаца, Хрвата и Срба и постао његов потпредседник. Прибићевић је играо значајну улогу у данима стварања заједничке југословенске државе.

### Заступник централизма (1918—1927)
Сматрајући да су Хрвати и Срби један народ, своју политичку активност усмеравао је на изградњу југословенског унитаризма, и залагао се за централистичко уређење државе. На тим концепцијама био је један од оснивача Демократске странке (1919) заједно са Љубом Давидовићем, Јашом Продановићем и другима, и водио одлучну борбу против федералистичких снага, посебно против Стјепана Радића и његове Хрватске републиканске сељачке странке. У Краљевини СХС био је министар унутрашњих послова (1919—1920) те министар просвете (1920—1922. и 1924—1925). Прибићевић се разишао са Давидовићем после Давидовићевог споразума са ХРСС о децентрализације државе. Он је у таквом попуштању видео опасност за превагу српске буржоазије у хрватским крајевима, где су Срби представљали бројно слабију снагу. Због неслагања са умеренијим делом вођства Демократске странке о том питању, Прибићевић је иступио из ње (1924) и са 14 посланика основао Самосталну демократску странку (СДС), која је истицала свој унитаристички и централистички програм.
Тада је са Николом Пашићем основао владу Националног блока која је бранила централистички Видовдански устав. Када је Пашић закључио споразум са Стјепаном Радићем (1925), Прибићевић је прешао у опозицију.

### Заступник федерализма (1927—1936)
Сматрајући да је његова подршка радикалима учврстила српску доминацију, он је после скупштинских избора 1927. повезао своју странку са Радићевом Хрватском сељачком странком (која је прешла у опозицију) и с Радићем створио Сељачко-демократску коалицију (СДК).
Тада је почела његова постепена трансформација: од поборника централизма постао је његов противник. У време Шестојануарске диктатуре интерниран је у Брус (Србија), а затим је због лошег здравља пребачен у болницу у Београд, у одељењу које је служило као затвор. У болници је провео више од осамнаест месеци. Да би избегао поновно интернирање у Брус, Прибићевић је започео штрајк глађу и затражио да из здравствених разлога отпутује у Чехословачку. Под притиском Чехословачке и Француске, влада је допустила да оде у иностранство. Прибићевић је 23. јула отишао у Праг. У Чехословачкој је провео две године, затим три године у Француској, а 1936. се вратио у Праг, гдје је и умро од рака плућа. Сахрањен је на Олшанском гробљу.
У емиграцији је написао Диктатура краља Александра (фр. La dictature du roi Alexander 1933), свој политички обрачун са краљем Александром, у којој се изјаснио за федерално и републиканско устројство Југославије. Краља Александра је назвао тиранином који би радије да ампутира Хрватску од Југославије него да уведе федерално уређење. Своје ново стајалиште је изразио у Писму Србима (1933), у којем се залагао за споразум Срба и Хрвата на основу равноправности обају народа: „Сваки други пут и рјешење значило би вјечите трзавице, међусобне сукобе и ратове, који би се на крају катастрофално завршили за обоје...“
Пред крај живота наглашавао је и потребу стварања сељачко-радничког покрета.